# ديلفين بلان
ديلفين بلان (7 يونيو 1983 بلا ترونش في فرنسا - ) (بالفرنسية: Delphine Blanc)‏ هي لاعبة كرة قدم فرنسية في مركز الظهير. لعبت مع أولمبيك ليون لكرة القدم للسيدات وباريس سان جيرمان للسيدات ونادي روديز وAS Saint-Étienne (women) ‏ وCaluire Football Féminin 1968 ‏ وMontpellier HSC (women) ‏.

## وصلات خارجية
- ديلفين بلان على موقع قاعدة بيانات كرة القدم.إي يو (الإنجليزية)
- ديلفين بلان على موقع Soccerway.com (الإنجليزية)
- ديلفين بلان على موقع عالم كرة القدم.نت (الإنجليزية)